# Зникнення Boeing 707 над Тихим океаном
Зникнення Boeing 707 над Тихим океаном — авіаційна подія, що сталася 30 січня 1979 року. Під час виконання вантажного рейсу Boeing 707-323C (борт PP-VLU) компанії Varig через півгодини після вильоту з Токіо зник над Тихим океаном. Незважаючи на масштабні пошуки, жодних слідів літака або ознак його падіння знайти не вдалося. Цей інцидент вважається одним із найзагадковіших випадків в історії авіації.

## Літак
Вантажний Boeing 707-323C із бортовим номером PP-VLU (заводський — 19235, серійний — 519) був випущений корпорацією The Boeing Company в 1966 році і 26 серпня здійснив свій перший політ. Його чотири турбореактивні двигуни моделі Pratt & Whitney JT3D-3B розвивали сумарну силу тяги 32,66 тонни. Спершу авіалайнер 31 серпня 1966 року придбала компанія American Airlines, у якій він одержав бортовий номер N7562A. 1 березня 1974 року його придбала бразильська Varig, через що бортовий номер змінився на PP-VLU.

## Подія
Літак виконував рейс 967 із Токіо в Ріо-де-Жанейро з проміжною посадкою в Лос-Анджелесі. Пілотував його екіпаж, командиром якого був Жилберту Араужу да Силва (порт. Gilberto Araujo Da Silva), відомий як один із небагатьох, хто вижив у катастрофі рейсу RG-820 під Парижем 11 липня 1973 року. До складу екіпажа також входили головний пілот Ерні Пейшоту Мілліус (порт. Erny Peixoto Myllius), два другі пілоти Антоніу Бразилейру да Силва Нету (порт. Antônio Brasileiro da Silva Neto) та Еван Брага Саундерс (порт. Evan Braga Saunders) і два бортінженери Нікола Еспозиту (порт. Nicola Espósito) і Северину Гусман Араужу (порт. Severino Gusmão Araújo). Отже, загалом на борту перебували шестеро: два екіпажі (основний і змінний) по три людини.
Літак мав перевезти незвичний вантаж — 153 картини відомого японсько-бразильського художника Манабу Мабе загальною оцінною вартістю 1 240 000 дол. США. Крім того, за деякими даними, у літак був завантажений промисловий вантаж, через що злітна маса виявилася близькою до максимальної — 151 тонна.
Політ до Лос-Анджелеса мав протяжність 8773 км, після чого мали відбутися дозаправлення й зміна екіпажа. У Токіо в цей час стояв туман, а небо вкривали хмари, але екіпаж вирішив усе ж злітати. В 20:23 авіалайнер вилетів із токійського аеропорту Наріта, а через 22 хвилини в 20:45 командир повідомив, що політ відбувається в нормальному режимі. Наступний сеанс зв'язку був намічений на 21:23, однак у призначений час екіпаж на зв'язок уже не вийшов і на численні виклики диспетчера не відповідав. Після години безуспішних спроб встановити зв'язок із рейсом 967 диспетчер дав сигнал тривоги.

## Пошуки
Після оголошення сигналу тривоги було почато пошуки літака, але через настання темряви їх незабаром перервали на 12 годин. Уранці пошукові роботи відновилися. Загалом було залучено близько 70 суден Японії й США, а пошукові роботи тривали 8 днів, але жодних слідів авіалайнера не було виявлено. Не було знайдено ані мастильних плям від палива, ані жодних плаваючих уламків. В історії авіації вже були випадки, коли літаки зникали, але або їх уламки згодом знаходили, або екіпаж встигав попередити про позаштатну ситуацію. У цьому ж випадку нічого такого не було: борт PP-VLU просто зник.
В історії цивільної авіації цей випадок вважається одним із найзагадковіших, а також одним із небагатьох, коли одна людина (командир Жилберту Араужу да Силва) брала участь у двох авіакатастрофах.

## Версії
Існують різні версії щодо того, що сталося з літаком.
- Сталася повільна розгерметизація літака, унаслідок чого екіпаж знепритомнів. Перебуваючи під управлінням автопілота, Боїнг продовжував політ на заданому напрямку, доки, витративши паливо, не впав орієнтовно десь на території Аляски, на великому віддаленні від районів пошуків, тому й не був виявлений (за аналогією з катастрофою кіпрського Boeing 737 в 2005 році). Є найпопулярнішою версією[4][6][8].
- Атака колекціонерів, що полювали на картини Манабу Мабе. Утім, цій версії суперечить той факт, що за понад 30 років жодна із «вкрадених» картин не з'явилася в жодній колекції[8].
- Літак із якихось причин (через навігаційну помилку або з примусу) опинився над територією СРСР, де був збитий або здійснив аварійну посадку, при цьому екіпаж загинув або був вбитий (за аналогією з південнокорейським Боїнгом за рік до цього)[6].
- Боїнг був свідомо збитий у нейтральних водах радянськими винищувачами, оскільки перевозив частини літака МіГ-25, який у 1976 році перегнав у Японію радянський льотчик-перебіжчик Віктор Беленко, або коди радянської системи «Свій-чужий»[4]. При цьому необхідно зазначити, що викрадений МіГ був повернутий в СРСР у тому ж 1976 році.